# پارک میونگ سو
پارک میونگ سو (کره‌ای: 박명수؛ زادهٔ ۲۷ اوت ۱۹۷۰) کمدین، مجری، خواننده و ترانه‌پرداز اهل کره جنوبی است.